# Pinetum

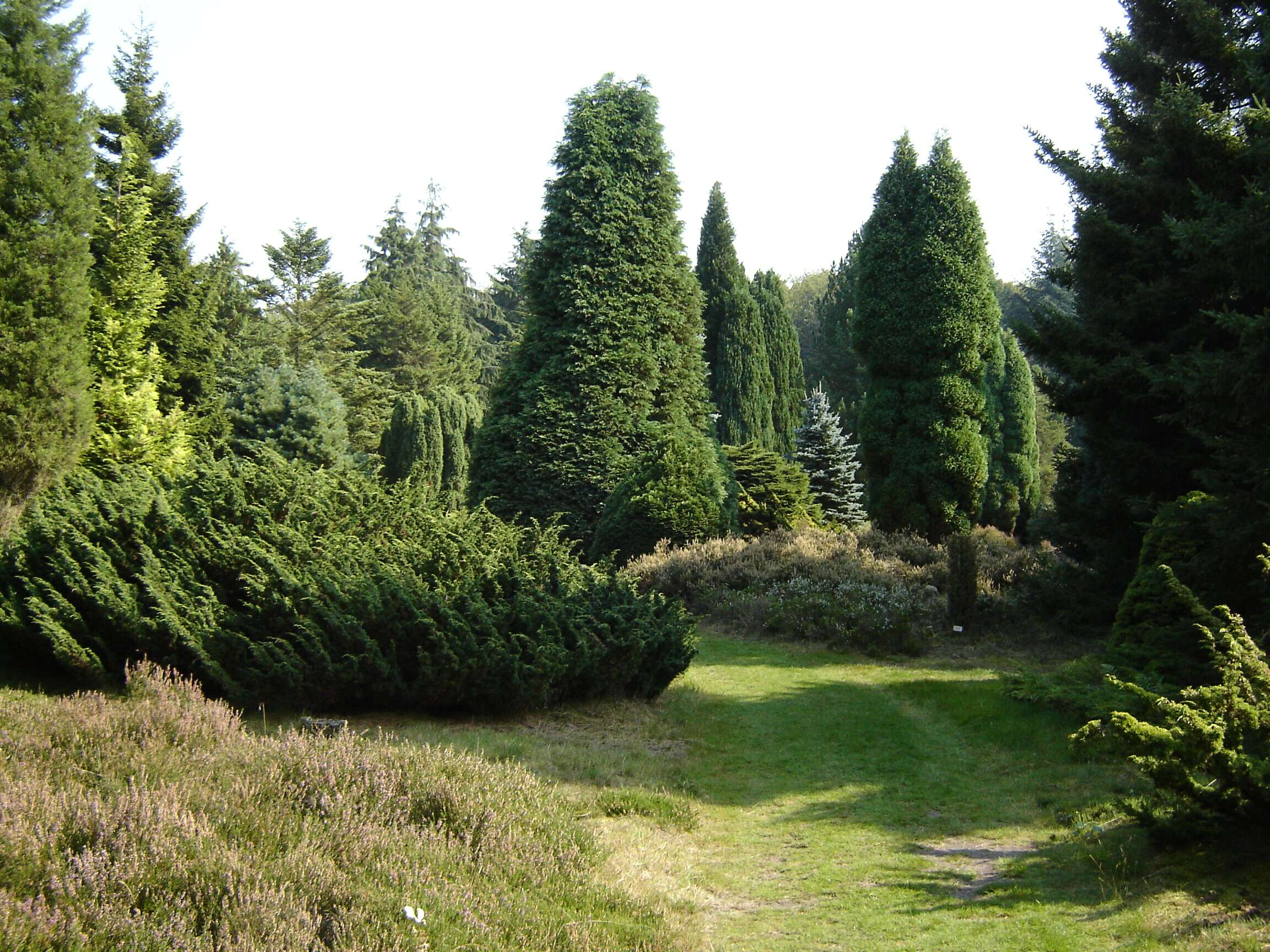
Le

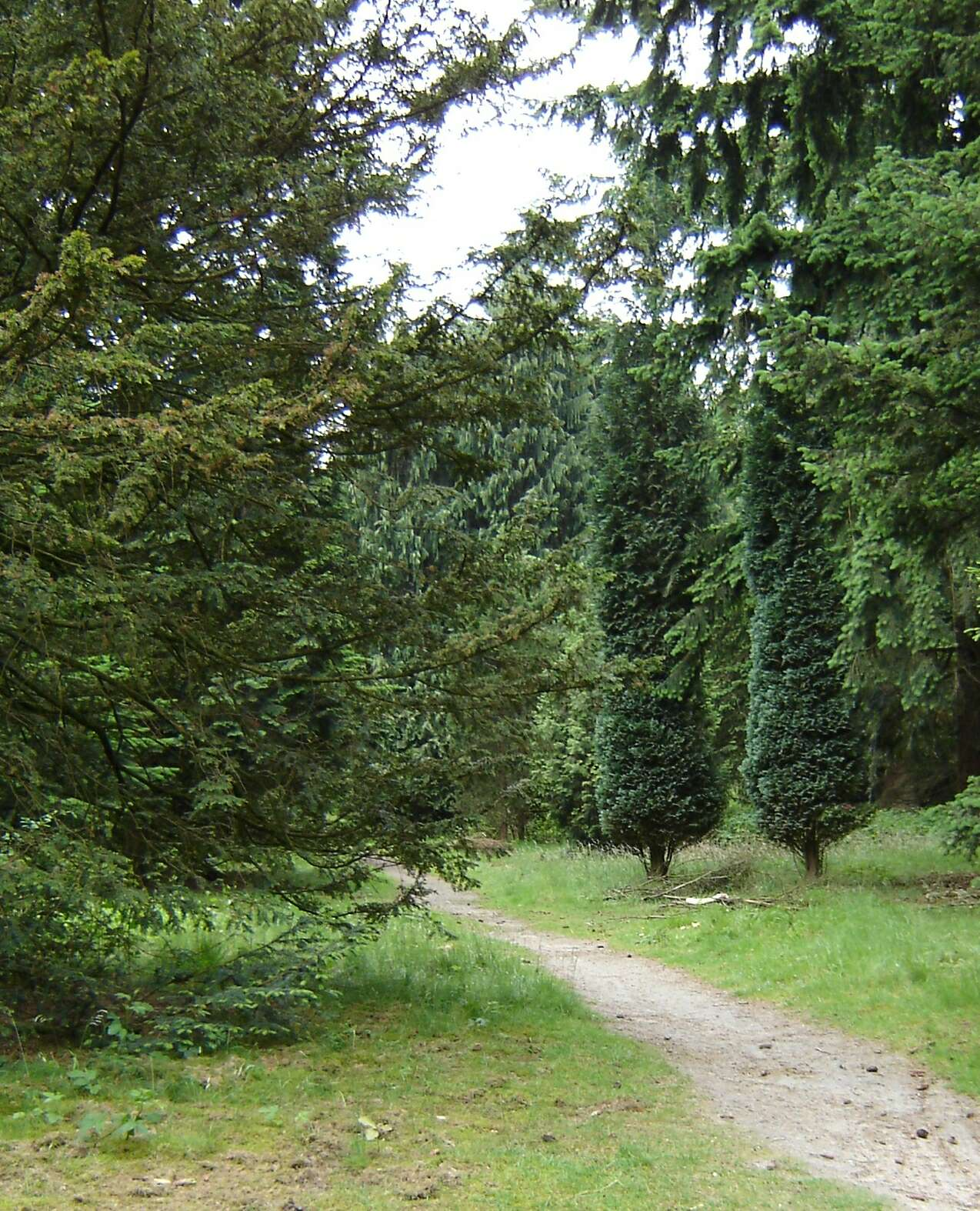
Le

Un pinetum est un arboretum spécialisé dans les conifères.

## Quelques pinetums[1]
- Aux Pays-Bas
  - le Pinetum Birkhoven (nl) à Amersfoort
  - le Pinetum Blijdenstein (nl) à Hilversum
  - le Pinetum De Dennenhorst (nl) à Lunteren
  - le Pinetum Ter Borgh (nl) à Anloo
  - le Pinetum 't Vinkennest (nl) à Wezep

- Au Royaume-Uni
  - le Bedgebury National Pinetum à Bedgebury

- En Nouvelle-Zélande 
  - le Ian McKean Pinetum à Rangiwahia